# Hőgyész
Hőgyész est un village et une commune du comitat de Tolna en Hongrie.

## Histoire
Claude Florimond de Mercy acquiert le domaine de Hőgyész en 1722. Il est ensuite acheté par György Apponyi en 1772. Il est reconstruit à la fin du XVIIIe siècle par son fils, le comte Antal György Apponyi, qui y passe la majorité du temps jusqu'à sa mort. Le château revint plus tard au petit-fils d'Antal George, Károly Apponyi (1805-1890), à son fils Géza (1853-1927) et au fils de ce dernier, Károly (1878-1959) qui le vend à l'État hongrois en 1939. Pendant et après la Seconde Guerre mondiale, il devient un centre pour les déplacées et un hôpital militaire, puis une école. Il est privatisé en 1999 et rénové en hôtel de luxe. Il a été mêlé aux ennuis de l'homme d'affaires controversé Ghaith Pharaon qui le mène à la fermeture dans les années 2010,.